# Joan Magrané
Joan Magrané Figuera (Reus, 1988) es un compositor español ganador, entre otros, del Premio Reina Sofía de Composición Musical (2013). El año 2016 ha sido lauréat de l'Académie de France residiendo en la Villa Medici en Roma y durante los años 2017 y 2018 es miembro de la Académie de France à Madrid residiendo en la Casa de Velázquez.

## Biografía
Inició su formación bajo la tutela de compositor Ramon Humet. Posteriormente estudió en la Esmuc (Barcelona) con Agustín Charles, en la Kunst Universität de Graz con Beat Furrer y en el Conservatoire National Supérieur de Musique et de Danse de París con Stefano Gervasoni. Mauricio Sotelo y Jesús Torres han influido también en su desarrollo artístico, y ha asistido a clases magistrales de compositores como Pierre Boulez, Peter Eötvös, George Benjamin, Salvatore Sciarrino, Helmut Lachenmann, Brian Ferneyhough, José-María Sánchez-Verdú, Hèctor Parra, Pedro Alcalde y Alberto Posadas. 
Sus obras han sido interpretadas por toda Europa por orquestas, conjuntos instrumentales y solistas como el Ensemble Intercontemporain, el Quatuor Diotima, el Quartet Gerhard, la BBC Scottish Symphony Orchestra, la Orquesta Sinfónica de Barcelona y Nacional de Cataluña, la Orquesta de la RTVE, los Neue Vocalsolisten, el Trío Arbós, bcn216, CrossinLines, Funktion, Adrián Blanco y Mario Prisuelos, entre otros. Su catálogo incluye música de cámara, para conjunto instrumental, para orquesta sinfónica y para instrumentos solistas. En el año 2014 estrenó Dido Reloaded en el Teatre Lliure de Barcelona, una ópera de cámara escrita a ocho manos junto a Xavier Bonfill, Raquel García-Tomás y Octavi Rumbau. Junto a Raquel García-Tomás también ha escrito la ópera disPLACE, con libreto de Helena Tornero y estrenada en Viena en 2015.
En julio de 2019 estrenó en el Festival de Peralada la òpera Diàlegs de Tirant e Carmesina, con libreto de Marc Rosich. La obra se basa en el Tirant lo Blanc de Joanot Martorell. Los cantantes del estreno fueron Isabella Gaudí, en el rol de Carmesina, Josep-Ramon Olivé, como Tirant y Anna Alàs i Jové con el doble papel de Plaerdemavida y Viuda Reposada y Francesc Prat en la dirección musical.

## Obras
- Música para ensemble (selección):
  - Marines i boscatges (2016)[14]
- Música de cámara (selección):
  - Era (2018), 3r cuarteto de cuerda[15]
  - Estris de llum (2017), cuarteto de saxos[16]
  - Un triptyque voilé (2014), trío de cuerdas[17]
  - Alguns cants òrfics (2013), 2º cuarteto de cuerda[18]
  - Madrigal (Musik mit Gesualdo) (2012), 1r cuarteto de cuerda[19]
- Música para instrumento solo (selección):
  - Tombeau (2018), para violonchelo[20]
  - Fantasiestück (2018), para piano[21]
  - Double (swans reflecting elephants) (2015/16), para piano[22]
  - Uns fragments d'aparicions (2013/14), para violín y electrónica[23]
  - Visiones (2011), para piano[24]
- Música para orquesta (selección):
  - ...secreta desolación... (2012)[25]
- Ópera (selección):
  - Diàlegs de Tirant e Carmesina (2018/2019)[26]
- Música vocal (selección):
  - Oració (2018), para ocho voces[27]
  - Si en lo mal temps la serena be canta (2017), para contratenor y acordeón[28]
  - Fragments d'Ausiàs March (2016), para cinco voces y ensemble[29]
  - Swing (2015/16), para seis voces y seis instrumentos[30]
  - Frammenti da Michelangelo (2013/15), para barítono, cornetto y ensemble[31]

## Discografía
- 2019:
  - Dues peces per a piano (The butterfly effect, Eudora Records), Noelia Rodiles.
  - Diferencias sobre El canto del caballero (Soledad sonora, Initiale), Jesús Noguera.
  - Tres poesies de Bartomeu Rosselló-Pòrcel (Legacy, Seedmusic), Anna Alàs i Alexander Fleischer.
  - Si en lo mal temps la serena be canta (Cueurs Desolez, Ibs Classical), Carlos Mena i Iñaki Alberdi.
  - Oració (Epistulae ad Sagittarium, Ficta), Ensemble O Vos Omnes, Xavier Pastrana.
  - Caça nocturna (Offertorium, Seedmusic), Barcelona Clarinet Players.
- 2018:
  - Via (Truth, Ibs Classical), Ángel Soria.
  - Via, versión para saxo barítono (Made in Barcelona, La mà de Guido), Joan-Martí Frasquier.
- 2013:
  - Visiones (Visiones, Verso), Mario Prisuelos.